# هاینریش مچلینگ
هاینریش مچلینگ (انگلیسی: Heinrich Mechling; ۲۵ فوریهٔ ۱۸۹۲ – ۲۷ دسامبر ۱۹۷۶) بازیکن فوتبال اهل آلمان بود.
از باشگاه‌هایی که در آن بازی کرده‌است می‌توان به باشگاه فوتبال فرایبورگر اشاره کرد.
وی همچنین در تیم ملی فوتبال آلمان بازی کرده‌است.